# Prix littéraires 1945
Liste des prix littéraires décernés au cours de l'année 1945 :

## Prix internationaux
- Prix Nobel de littérature : Gabriela Mistral  Chili[1]

## Allemagne
- Prix Georg-Büchner : Hans Schiebelhuth (1895–1944)

## Belgique
- Prix Victor-Rossel : non décerné

## Canada
- Prix littéraires du Gouverneur général 1945 :
  - Romans et nouvelles de langue anglaise : Hugh MacLennan pour Two Solitudes.
  - Poésie ou théâtre de langue anglaise : Earle Birney pour Now is Time.
  - Études et essais de langue anglaise : Evelyn M. Richardson pour We Keep a Light et Ross Munro pour Gauntlet to Overlord.

## Chili
- Prix national de littérature : Pablo Neruda (1904-1973), poète ;

## Espagne
- Prix Nadal : José Félix Tapia (es), pour La luna ha entrado en casa
- Prix national de littérature narrative : non décerné
- Prix national de poésie : Prix non décerné
- Prix Adonáis de poésie : Prix non décerné

## États-Unis
- Prix Pulitzer :
  - Catégorie « Fiction » :
  - Catégorie « Biographie et Autobiographie » :
  - Catégorie « Histoire » :
  - Catégorie « Poésie » :
  - Catégorie « Théâtre » :

## Finlande
- Prix Aleksis-Kivi : Toivo Pekkanen
- Prix Kalevi-Jäntti : Eila Pennanen pour Kaadetut pihlajat
- Prix national de littérature : Ragnar Ekelund pour Liten drömmarpilt, Ny dag börjar, Yrjö Kokko pour Pessi ja Illusia
- Prix littéraire de la ville de Tampere : Esti Heiniö pour Onnellinen nikkari
- Prix Tollander : Bertel Hintze

## France
- Prix Goncourt : Jean-Louis Bory pour Mon village à l'heure allemande (Flammarion))
- Prix Renaudot : Henri Bosco pour Le Mas Théotime (Charlot)
- Prix Femina : Anne-Marie Monnet pour Le Chemin du soleil (Myrte)
- Prix Interallié : Roger Vailland pour Drôle de jeu (Corrêa)
- Grand prix du roman de l'Académie française : Marc Blancpain pour Le Solitaire (Flammarion)
- Prix des Deux Magots : Prix non décerné
- Prix du roman populiste : Emmanuel Roblès pour Travail d'homme

## Italie
- Prix Bagutta : Prix non décerné
- Prix Viareggio : Prix non décerné

## Royaume-Uni
- Prix James Tait Black :
  - Fiction :  L. A. G. Strong pour Travellers
  - Biographie : D. S. MacColl pour Philip Wilson Steer
- Prix John-Llewellyn-Rhys : The Sea Eagle de James Aldridge
- Médaille Carnegie : Prix non décerné
- Prix Rose-Mary-Crawshay : Rae Blanchard pour The Correspondance of Richard Steele.